# Międzynarodowy Dzień Szczęścia
Międzynarodowy Dzień Szczęścia (ang. International Day of Happiness) – święto ustanowione przez Zgromadzenie Ogólne ONZ rezolucją A/RES/66/281 z dnia 28 czerwca 2012 roku. Na obchody wyznaczono dzień 20 marca.
Uchwalenie Dnia Szczęścia było częścią dyplomatycznej kampanii himalajskiego królestwa Bhutanu, które już od 1972 stosuje wskaźnik szczęścia narodowego (GNH), służący do oceny jakości życia w sposób bardziej całościowy niż powszechnie stosowany wyłącznie ekonomiczny wskaźnik PKB (ang. GDP).
Rezolucja stwierdza, że "Dążenie do szczęścia jest podstawowym celem człowieka", uznając jednocześnie potrzebę bardziej kompleksowego, sprawiedliwego i zrównoważonego podejścia do rozwoju gospodarczego, który promuje zrównoważony rozwój, walkę z ubóstwem, szczęście i dobrobyt dla wszystkich narodów.
Zgromadzenie Ogólne ONZ w swej uchwale zwróciło się do wszystkich państw członkowskich, organizacji systemu Narodów Zjednoczonych i innych organizacji międzynarodowych oraz regionalnych, a także społeczeństwa obywatelskiego, w tym organizacji pozarządowych i osób fizycznych, do obchodów Międzynarodowego Dnia Szczęścia w odpowiedni sposób, w tym poprzez edukację i publiczne działania podnoszące świadomość społeczeństwa w dążeniu do szczęścia.